# Waldemar Fornalik
Waldemar Fornalik (* 11. dubna 1963, Myślenice, Polsko) je bývalý polský fotbalista a nyní fotbalový trenér. Během své hráčské kariéry hrál na pozici obránce. Od července 2012 do října 2013 byl hlavním trenérem polské fotbalové reprezentace.

## Hráčská kariéra
V dresu Ruchu Chorzów získal v sezóně 1988/89 ligový titul. V Ruchu strávil celou svou aktivní hráčskou kariéru (1982–1994).

## Trenérská kariéra
Trénoval několik polských klubů. Po neúspěchu polského národního týmu vedeného Franciszkem Smudou na domácím Mistrovství Evropy 2012, kde Polsko obsadilo se ziskem 2 bodů poslední čtvrté místo základní skupiny A jej 10. července 2012 polský fotbalový svaz zvolil novým hlavním trenérem reprezentačního A-mužstva. Premiéru zažil 15. srpna 2012 v přátelském utkání v Tallinnu proti domácímu Estonsku. Příliš se nevydařila, neboť Polsko podlehlo soupeři z Pobaltí 0:1. Po prohře 0:2 s domácí Anglií v závěrečném utkání kvalifikace na MS 2014 16. října 2013 jej Polský fotbalový svaz z funkce odvolal. Polsko pod jeho vedením obsadilo s 13 body konečnou čtvrtou příčku za Anglií, Ukrajinou a Černou Horou, na světový šampionát se tudíž neprobojovalo. Jeho nástupcem v polském národním týmu se stal Adam Nawałka.